# Kajetan Szmyt
Kajetan Szmyt (Poznań, 29 maggio 2002) è un calciatore polacco, centrocampista dello Zagłębie Lubin.

## Caratteristiche tecniche
È un'ala destra, ma può essere eventualmente schierato anche a sinistra o come trequartista. È dotato di un'ottima tecnica di base

## Carriera

### Club
Nato a Poznań, cresce nelle giovanili del Warta, secondo club per importanza della città. Dopo aver completato la trafila nelle giovanili, il 24 aprile 2019, a soli sedici anni, esordisce in prima squadra subentrando al compagno Robert Janicki nella vittoria esterna contro il Chojniczanka.
Riconfermato in prima squadra nella stagione successiva, colleziona appena una presenza in sei mesi, per questo viene ceduto in prestito in II liga al Górnik Polkowice, dove totalizza sette presenze servendo un assist. 
A fine stagione torna alla base, con il Warta che è stato nel frattempo promosso in Ekstraklasa, massimo livello del calcio polacco. Dopo il ritiro estivo viene riconfermato dal tecnico Piotr Tworek, che decide di contare su di lui per lo slot di Under 22 assieme al portiere Daniel Bielica e al difensore Aleks Ławniczak. Esordisce in massima serie il 12 settembre 2020, subentrando a Mariusz Rybicki nei minuti finali della gara pareggiata per 0-0 contro il Piast Gliwice. Gioca la prima gara da titolare il 2 novembre, disputando novanta minuti contro il Legia Varsavia. 
A gennaio, complice l'acquisto di Maciej Żurawski nel ruolo di Under, si decide di dar maggior minutaggio a Szmyt, cedendolo in prestito al Nielba Wągrowiec, militante in III liga, quarto livello del calcio polacco dove gioca tredici gare.
Nella stagione 2021-2022 il Warta decide di trovargli un altro prestito, stavolta in I liga (secondo livello) al Górnik Polkowice dove già aveva giocato per sei mesi nel 2020. L'inizio di stagione è molto positivo, con due reti in diciassette gare, che convincono il Warta a richiamarlo a gennaio, in un momento particolarmente negativo, che vede gli zieloni operare una profonda rivoluzione nel mercato di riparazione.

### Nazionale
Ha giocato nella nazionale polacca Under-21.

## Statistiche

### Presenze e reti nei club
Statistiche aggiornate al 12 marzo 2022.
| Stagione        | Squadra          | Campionato      | Campionato | Campionato | Coppe nazionali | Coppe nazionali | Coppe nazionali | Coppe continentali | Coppe continentali | Coppe continentali | Altre coppe | Altre coppe | Altre coppe | Totale | Totale |
| Stagione        | Squadra          | Comp            | Pres       | Reti       | Comp            | Pres            | Reti            | Comp               | Pres               | Reti               | Comp        | Pres        | Reti        | Pres   | Reti   |
| --------------- | ---------------- | --------------- | ---------- | ---------- | --------------- | --------------- | --------------- | ------------------ | ------------------ | ------------------ | ----------- | ----------- | ----------- | ------ | ------ |
| 2018-2019       | Warta Poznań     | 1L              | 2          | 0          | PP              | 0               | 0               | -                  | -                  | -                  | -           | -           | -           | 2      | 0      |
| 2019-gen.2020   | Warta Poznań     | 1L              | 1          | 0          | PP              | 0               | 0               | -                  | -                  | -                  | -           | -           | -           | 1      | 0      |
| gen.-giu. 2020  | Górnik Polkowice | 2L              | 7          | 0          | PP              | 0               | 0               | -                  | -                  | -                  | -           | -           | -           | 7      | 0      |
| 2020-gen. 2021  | Warta Poznań     | EK              | 6          | 0          | PP              | 2               | 0               | -                  | -                  | -                  | -           | -           | -           | 8      | 0      |
| gen.-giu 2021   | Nielba Wągrowiec | 3L              | 13         | 0          | PP              | 0               | 0               | -                  | -                  | -                  | -           | -           | -           | 13     | 0      |
| 2021-gen. 2022  | Górnik Polkowice | 1L              | 17         | 2          | PP              | 1               | 0               | -                  | -                  | -                  | -           | -           | -           | 18     | 2      |
| gen.-giu. 2022  | Warta Poznań     | EK              | 6          | 0          | PP              | 0               | 0               | -                  | -                  | -                  | -           | -           | -           | 6      | 0      |
| 2022-2023       | Warta Poznań     | EK              | 15         | 0          | PP              | 1               | 0               | -                  | 0                  | 0                  | -           | -           | -           | 16     | 0      |
| Totale carriera | Totale carriera  | Totale carriera | 63         | 2          |                 | 4               | 0               |                    | -                  | -                  |             | -           | -           | 67     | 2      |